# Alpartir
Alpartir est une commune d’Espagne, dans la province de Saragosse, communauté autonome d'Aragon. Elle appartient à la comarque de Valdejalón. Cette commune fait partie de l'AOC de Cariñena.